# عبد الله بن حنين
عبد الله بن حُنين، مولى العبّاس بن عبد المطّلب بن هاشم، وقيل: عبد الله بن حُنين بن أسد بن هاشم بن عبد مناف. من رواة الحديث من أهل الطبقة الثانية، وقد روى له أصحاب الكتب الستة.
روى عنه ابنه إبراهيم بن عبدالله بن حنين ومحمد بن المنكدر وصهره مسلم بن عبد الله بن مالك الفزاري الذي تزوَّج بنت عبد الله بن حنين.